# Prunella laciniata
La brunella gialla (nome scientifico Prunella laciniata L., 1763) è una piccola pianta perenne appartenente alla famiglia delle Lamiaceae.

## Etimologia
Il nome generico (Prunella) deriva da una parola tedesca ("die Braune" o "die Breune") per indicare una infiammazione delle tonsille, una malattia per la cui cura in passato si usava questa pianta. In realtà il nome di questo genere inizialmente era Brunella, usato per la prima volta dal botanico francese Joseph Pitton de Tournefort (Aix-en-Provence, 5 giugno 1656 – Parigi, 28 dicembre 1708). È stato successivamente Linneo (1707 – 1778), conosciuto anche come Carl von Linné a modificare il nome del genere (non è spiegato il perché) in Prunella. L'epiteto specifico (laciniata) significa "frastagliato" e si riferisce ai petali frangiati.
Il nome scientifico della specie è stato definito da Linneo (1707 – 1778), conosciuto anche come Carl von Linné, biologo e scrittore svedese considerato il padre della moderna classificazione scientifica degli organismi viventi, nella pubblicazione "Species Plantarum, ed. 2 - 2: 873." del 1763.

## Descrizione

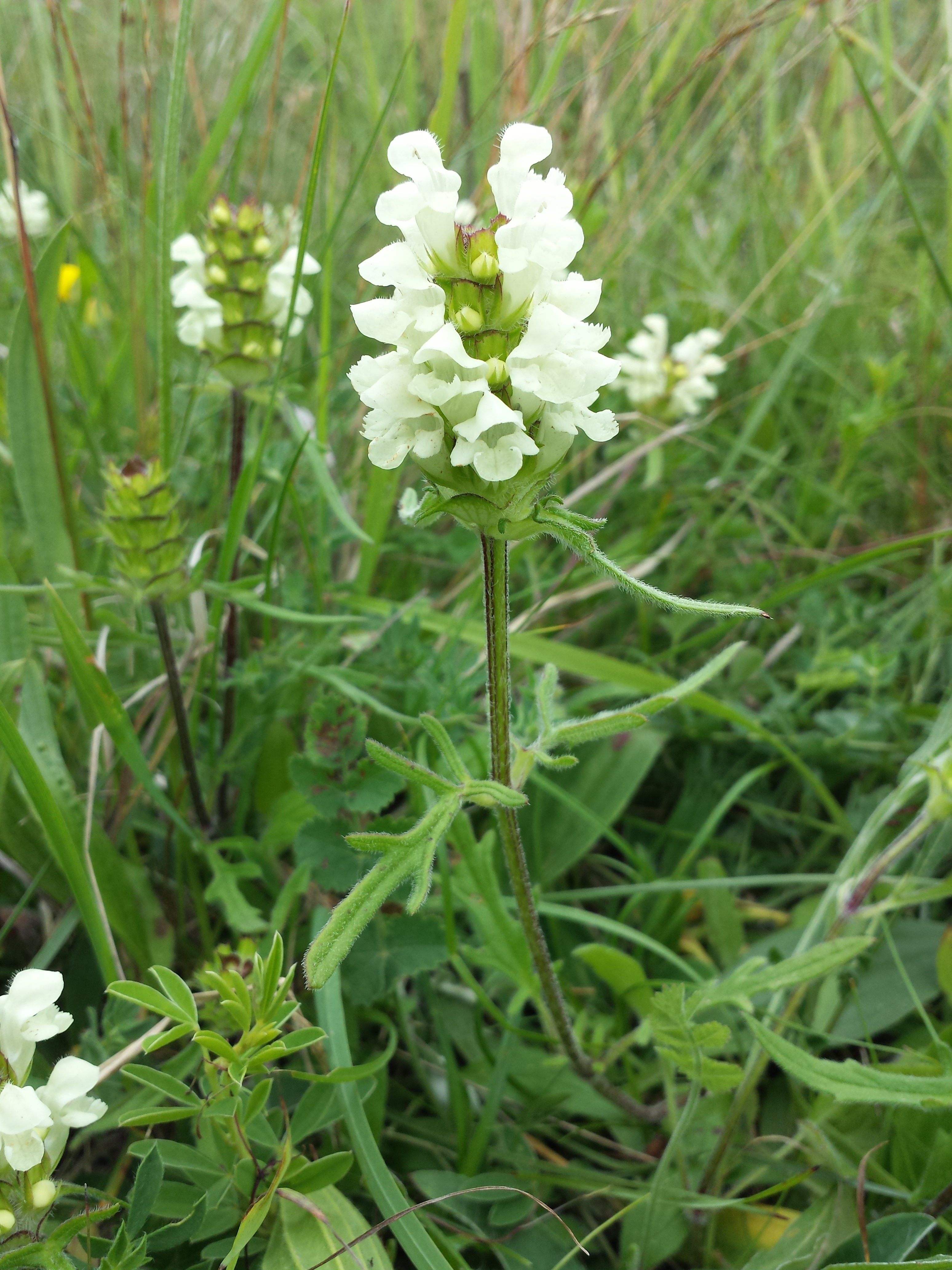
Il portamento

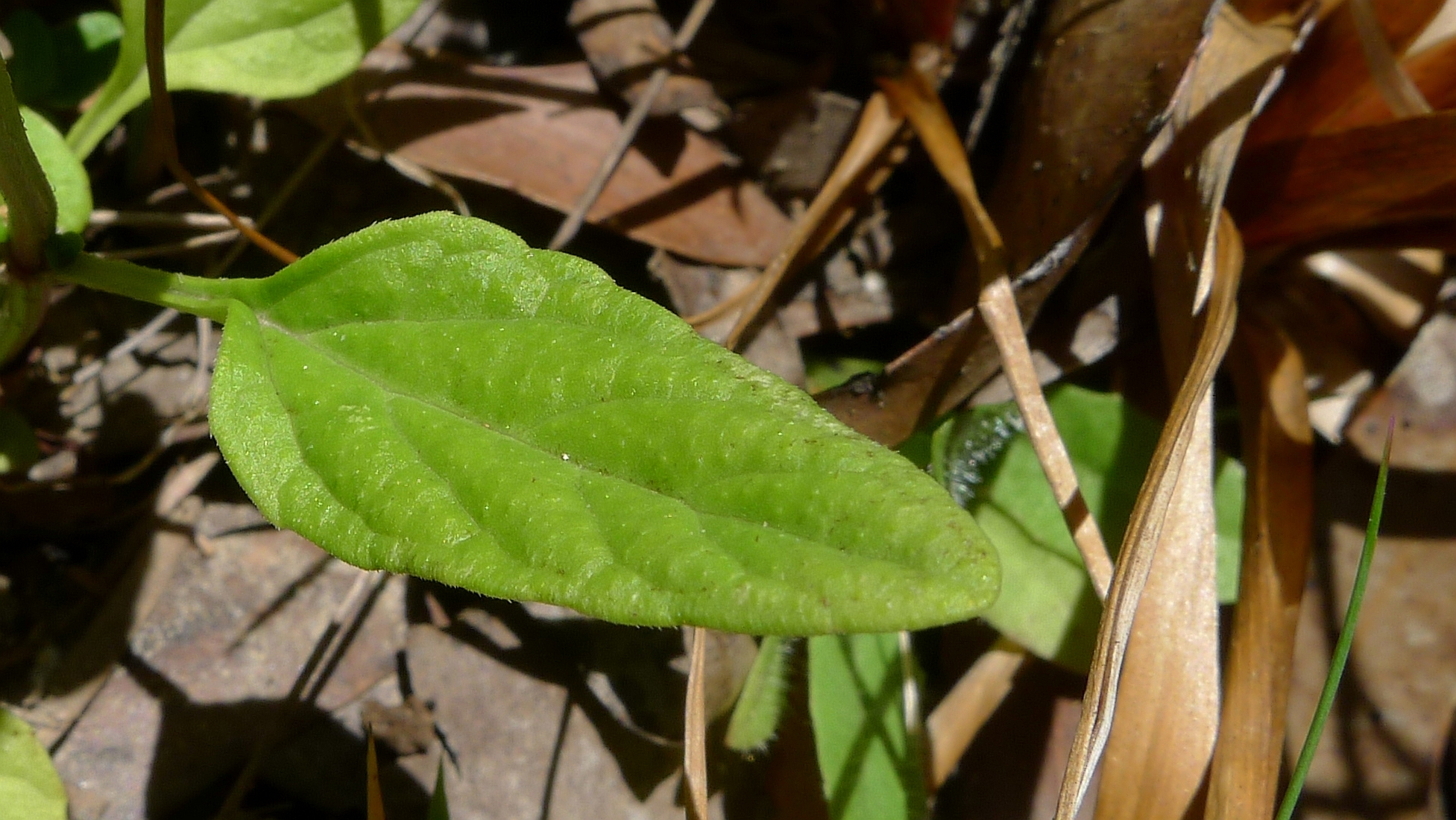
Le foglie

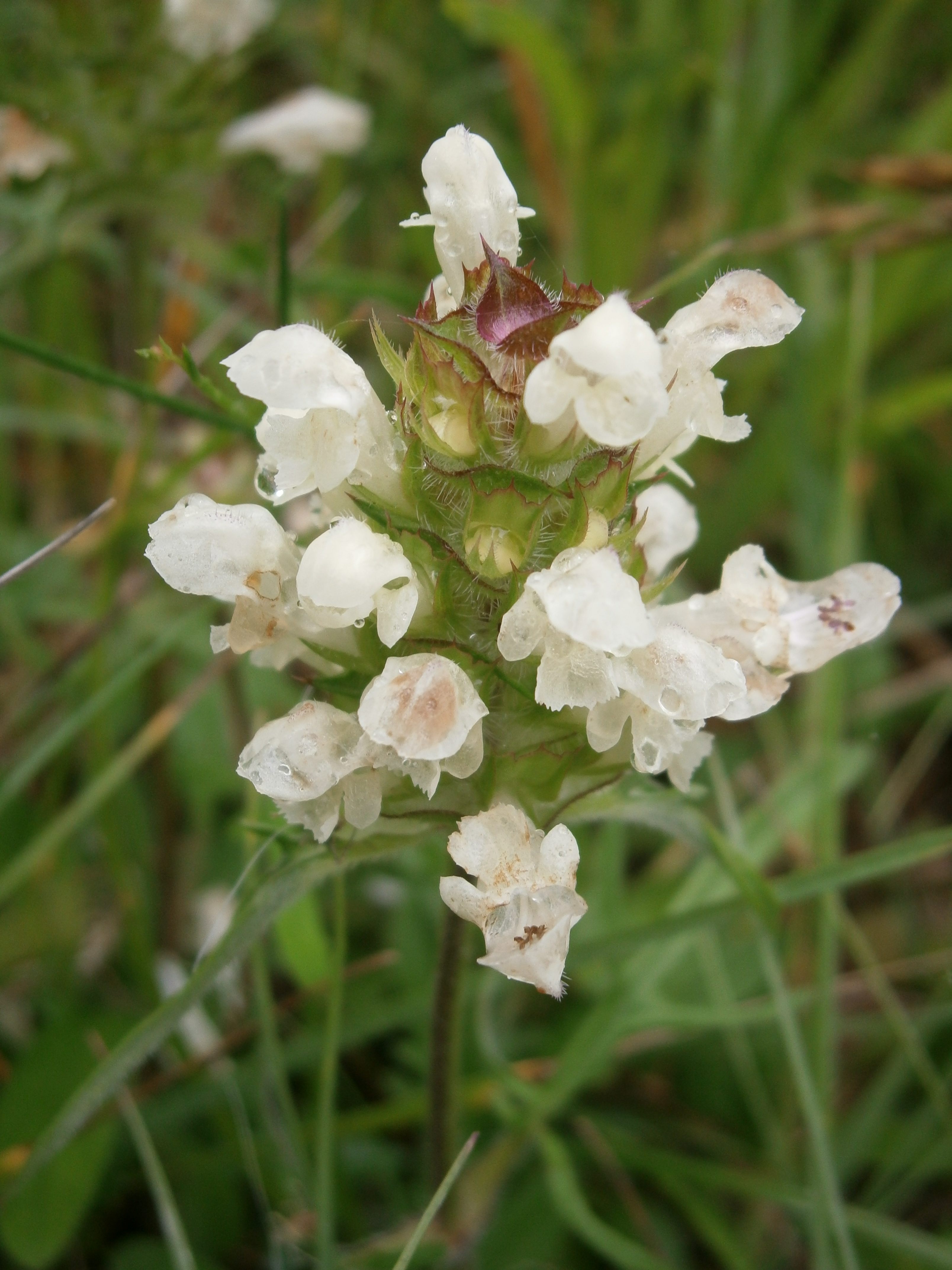
Infiorescenza

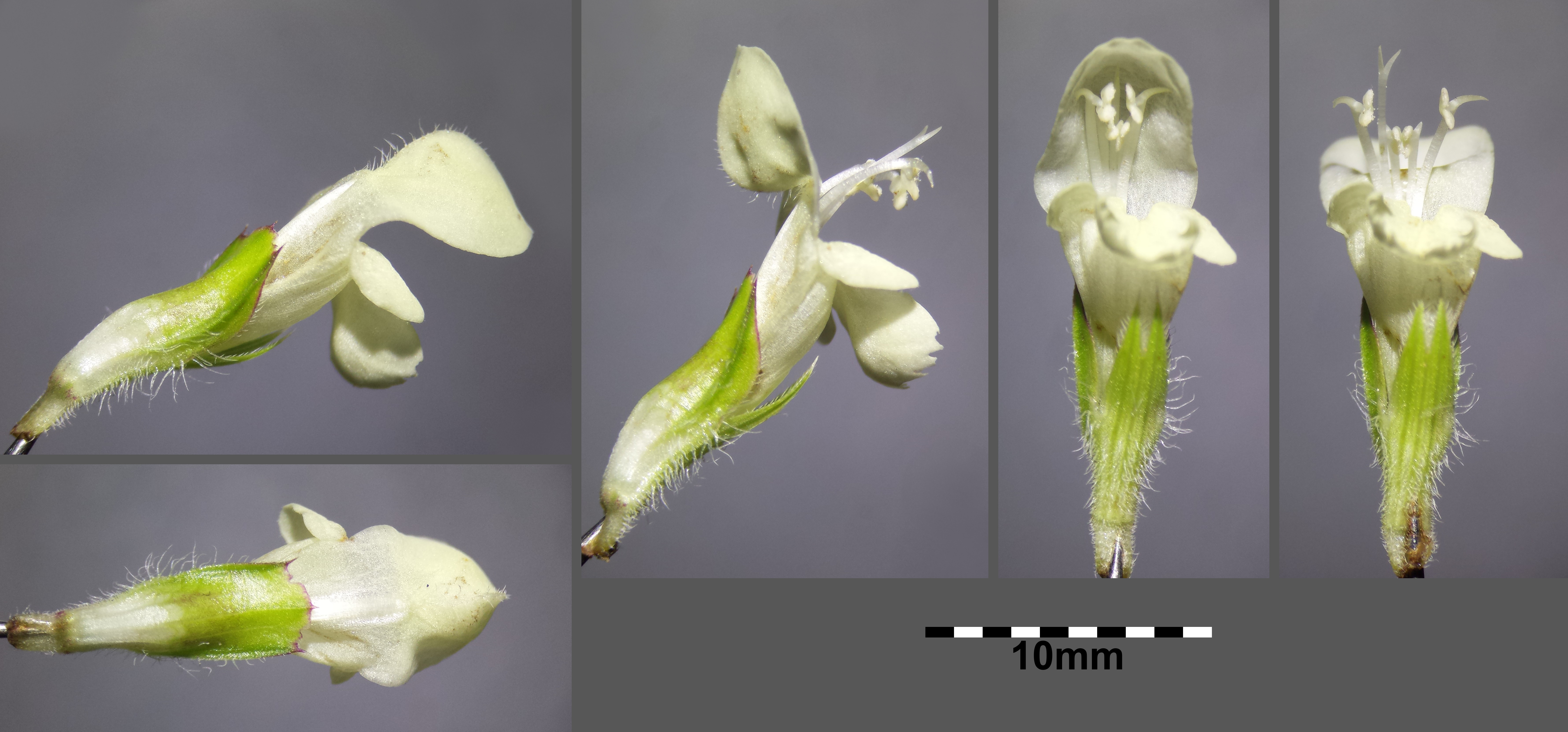
I fiori

Queste piante sono alte da 15 a 25 cm. La forma biologica è emicriptofita scaposa (H scap), ossia in generale sono piante erbacee, a ciclo biologico perenne, con gemme svernanti al livello del suolo e protette dalla lettiera o dalla neve e sono dotate di un asse fiorale eretto e spesso privo di foglie. Tutta la pianta è densamente villosa per peli eretti.

### Radici
Le radici sono secondarie da rizoma.

### Fusto
- Parte ipogea: è un breve rizoma.
- Parte epigea: è ascendente, non ramosa e densamente villosa. La sezione del fusto è quadrangolare a causa della presenza di fasci di collenchima posti nei quattro vertici, mentre le quattro facce sono concave.

### Foglie
Le foglie si dividono in basali e cauline. Quelle basali sono picciolate ed hanno una lamina a forma lanceolata intera. Quelle cauline sono progressivamente incise con lamine pennatopartite. Le foglie delle ascelle dell'infiorescenza hanno forme lineari con margini dentati. Sulle pagine delle foglie sono inoltre presenti delle nervature secondarie evidenti. Lunghezza del picciolo: 1,5 – 2 cm. Dimensione delle foglie basali: larghezza 1 cm; lunghezza 2 - 3,5 cm. Dimensione delle foglie dell'infiorescenza: larghezza 3 mm; lunghezza 30 – 50 mm.

### Infiorescenza
L'infiorescenza è una spiga cilindrica apicale: tutti i fiori sono addensati nell'estremità superiore del fusto. Caratteristici sono i verticilli delle numerose brattee che sottendono i calici dei fiori. Alla base dell‘infiorescenza è presente una coppia di foglie opposte (brattee reniformi (larghe 2 cm; lunghe 1 cm) sormontate da un mucrone di 5 – 6 mm. Dimensione della spiga: 2 x 4 cm.

### Fiore
I fiori sono ermafroditi, zigomorfi, tetrameri (4-ciclici), ossia con quattro verticilli (calice – corolla – androceo – gineceo) e pentameri (5-meri: la corolla e il calice - il perianzio - sono a 5 parti). Lunghezza dei fiori: 15 – 18 mm.
- Formula fiorale. Per la famiglia di queste piante viene indicata la seguente formula fiorale:

X, K (5), [C (2+3), A 2+2] G (2), (supero), 4 nucule
- Calice: il calice è gamosepalo e attinomorfo con peli patenti. È bilabiato con il lobo superiore tridentato e con diverse (10 - 13) venature irregolari e quello inferiore bidentato (questi denti sono lineari-lanceolati). Lunghezza del calice: 10 mm.

- Corolla: la corolla è zigomorfa e gamopetala. La forma è quella di un tubo ascendente, pubescente all'interno (è presente un anello di peli), e terminante con una struttura allargata e bilabiata: il labbro superiore è alto e più grande di quello inferiore, arcuato e bilobo; mentre quello inferiore pendulo è espanso e trilobo (il lobo centrale è più grande dei due laterali). Colore della corolla: giallo-pallido o biancastro. Lunghezza del tubo della corolla: 10 mm. Lunghezza del labbro superiore: 7 mm. Lunghezza del labbro inferiore: 5 mm.

- Androceo: l'androceo possiede quattro stami didinami; a volte quelli posteriori sono più corti (quelli anteriori sono più lunghi). I filamenti sono glabri, sono adnati alla corolla, sono tutti paralleli e ascendenti sotto il labbro posteriore, sono incurvati in avanti ed emergono dalla corolla. Le antere hanno due teche con forme ellissoidi, distinte e divaricate o confluenti; le antere sono inoltre più o meno parallele ai filamenti. I granuli pollinici sono del tipo tricolpato o esacolpato. Il disco nettario non è lobato ed è ricco di sostanze zuccherine.

- Gineceo: l'ovario è supero formato da due carpelli saldati (ovario bicarpellare) ed è 4-loculare per la presenza di falsi setti divisori all'interno dei due carpelli. L'ovario è glabro. La placentazione è assile. Gli ovuli sono 4 (uno per ogni presunto loculo), hanno un tegumento e sono tenuinucellati (con la nocella, stadio primordiale dell'ovulo, ridotta a poche cellule). Lo stilo inserito alla base dell'ovario (stilo ginobasico) è del tipo filiforme. Lo stigma è bilobo con due lobi subulati oppure a 4 lobi corti e subuguali.

- Fioritura: da maggio a agosto.

### Frutti
Il frutto è uno schizocarpo (tetrachenio o in generale poliachenio) formato da quattro loculi e con diversi semi bruni.

## Riproduzione
- Impollinazione: l'impollinazione avviene tramite insetti tipo ditteri e imenotteri (impollinazione entomogama).[9][15]
- Riproduzione: la fecondazione avviene fondamentalmente tramite l'impollinazione dei fiori (vedi sopra).
- Dispersione: i semi cadendo a terra (dopo essere stati trasportati per alcuni metri dal vento – disseminazione anemocora) sono successivamente dispersi soprattutto da insetti tipo formiche (disseminazione mirmecoria).[16] I semi hanno una appendice oleosa (elaisomi, sostanze ricche di grassi, proteine e zuccheri) che attrae le formiche durante i loro spostamenti alla ricerca di cibo.[17]

## Distribuzione e habitat

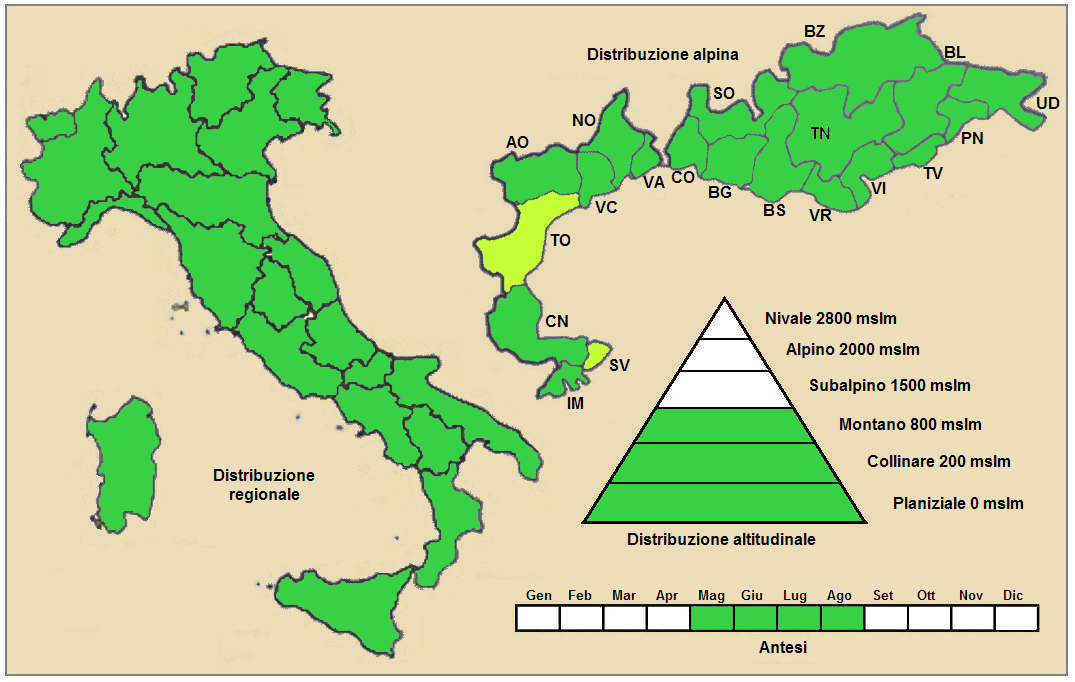
Distribuzione della pianta
(Distribuzione regionale – Distribuzione alpina)

- Geoelemento: il tipo corologico (area di origine) è Euri-Mediterraneo.
- Distribuzione: in Italia è una specie comune su tutto il territorio; manca nella Pianura Padana. Nelle Alpi è ovunque presente; un po' meno nelle catene centrali. Fuori dall'Italia, sempre nelle Alpi, questa specie si trova in Francia (tutti i dipartimenti alpini), in Austria (Länder del Tirolo Orientale, Carinzia, Stiria e Austria Inferiore) e Slovenia. Sugli altri rilievi europei collegati alle Alpi si trova nella Foresta Nera, Massiccio del Giura, Massiccio Centrale, Pirenei, Monti Balcani e Carpazi.[19] Nel resto dell'Europa è presente nell'areale del Mediterraneo compresa la Transcaucasia, l'Anatolia, la Siria e il Magreb.[20]
- Habitat: l'habitat preferito da questa pianta sono i prati aridi e soleggiati; ma anche praterie rase di tipo roccioso. Il substrato preferito è calcareo ma anche siliceo con pH neutro, bassi valori nutrizionali del terreno che deve essere secco.[19]
- Distribuzione altitudinale: sui rilievi queste piante si possono trovare fino a 1.400 m s.l.m.; frequentano quindi i seguenti piani vegetazionali: collinare e montano (oltre a quello planiziale – a livello del mare).

### Fitosociologia

#### Areale alpino
Dal punto di vista fitosociologico alpino Prunella laciniata appartiene alla seguente comunità vegetale:
- Formazione: delle comunità a emicriptofite e camefite delle praterie rase magre secche

- Classe: Festuco-Brometea.

#### Areale italiano
Per l'areale completo italiano Prunella laciniata appartiene alla seguente comunità vegetale:
- Macrotipologia: vegetazione delle praterie.

- Classe: Festuco valesiacae-brometea erecti Br.-Bl. & Tüxen ex Br.-Bl., 1949

- Ordine: Scorzonero villosae-Chrysopogonetalia grylli Horvatic & Horvat in Horvatic, 1963

- Alleanza: Scorzonerion villosae Horvatic, 1963

Descrizione: l'alleanza Scorzonerion villosae è relativa a praterie mesoxerofile dell'areale illirico-dinarico che si sviluppano su suoli decalcificati e subacidi, poco profondi e mediamente umidi dal piano planiziale a quello collinare. I macrobioclimi interessati sono quello mediterraneo e temperato. L'alleanza si colloca (distribuzione) in un’area di transizione tra il Bacino Mediterraneo, i monti dinarici e l’Europa centrale. In Italia si localizza nella subprovincia illirico-dinarica dove si mescolano elementi illirici e alpini. Le cenosi di questa alleanza se non sono soggette a sfalci o pascolo non intensivo possono progressivamente incespugliarsi.
Specie presenti nell'associazione: Rhinanthus freynii, Cirsium pannonicum, Dianthus carthusianorum subsp. sanguineus, Dorycnium herbaceum, Ferulago galbanifera, Danthonia alpina, Thymus pulegioides, Orchis ustulata, Medicago falcata, Ranunculus bulbosus, Ononis spinosa, Aster linosyris, Agrostis tenuis, Carex montana, Trifolium rubens, Genista tinctoria, Koeleria splendens, Eryngium amethystinum, Salvia pratensis, Scorzonera villosa, Achillea virescens, Lathyrus pannonicus subsp. varius, Lathyrus latifolius, Centaurea jacea subsp. angustifolia, Dianthus balbisii subsp. liburnicus, Potentilla recta, Tragopogon tommasinii, Medicago falcata, Onobrychis arenaria subsp. tommasinii, Trifolium incarnatum subsp. molinerii, Rhinanthus freynii.
Altre alleanze per questa specie sono:
- Hypochoeridion maculatae.

## Tassonomia
La famiglia di appartenenza della specie (Lamiaceae), molto numerosa con circa 250 generi e quasi 7000 specie, ha il principale centro di differenziazione nel bacino del Mediterraneo e sono piante per lo più xerofile (in Brasile sono presenti anche specie arboree). Per la presenza di sostanze aromatiche, molte specie di questa famiglia sono usate in cucina come condimento, in profumeria, liquoreria e farmacia. La famiglia è suddivisa in 7 sottofamiglie; il genere Prunella è descritto all'interno della sottotribù Prunellinae appartenente alla sottofamiglia Nepetoideae (tribù Mentheae).
Il numero cromosomico di P. laciniata è: 2n = 28.
Il basionimo per questa specie é: Prunella vulgaris var. laciniata L., 1753.

### Variabilità
Questa specie è moderatamente variabile nella forma delle foglie superiori che possono essere incise, più raramente lobate, dentate o quasi intere.

### Ibridi
Da questa pianta facilmente si possono formare ibridi quando specie diverse crescono assieme (da alcuni autori questi ibridi sono considerate varietà):
- Prunella x intermedia Link, 1791[25]: è un ibrido con la specie Prunella vulgaris L. (ha il colore della P. vulgaris, ma la forma delle foglie è quella della P. laciniata).
- Prunella × bicolor Beck, 1883[26]: è un ibrido con la specie Prunella grandiflora (L.) Scholler.

### Sinonimi
Questa entità ha avuto nel tempo diverse nomenclature. L'elenco seguente indica alcuni tra i sinonimi più frequenti:
- Prunella afriquena Pau & Font Quer
- Prunella alba  Pall. ex M.Bieb.
- Prunella alba var. integrifolia  Godr.
- Prunella alba var. pinnatifida  (Coss. & Germ.) Gren. & Godr.
- Prunella integerrima  Beck
- Prunella laciniata var. integerrima  (Beck) Nyman
- Prunella laciniata var. integrifolia  Godr.
- Prunella laciniata var. intermedia  Nyman
- Prunella laciniata var. pinnatifida  Coss. & Germ.
- Prunella laciniata subsp. subintegra  (Buch.-Ham.) Franco
- Prunella laciniata var. subintegra  Buch.-Ham.
- Prunella sulphurea  Mill.
- Prunella vulgaris var. laciniata  L.

## Altre notizie
La prunella laciniata in altre lingue è chiamata nei seguenti modi:
- (DE)  Weiße Brunelle
- (FR)  Brunelle laciniée
- (EN)  Cut-leaved Self-heal